# L'últim emperador
L'últim emperador (títol original en anglès The Last Emperor) és una pel·lícula de Bernardo Bertolucci, estrenada el 1987, guanyadora de 9 oscars. Aquesta pel·lícula ha estat doblada al català.

## Argument

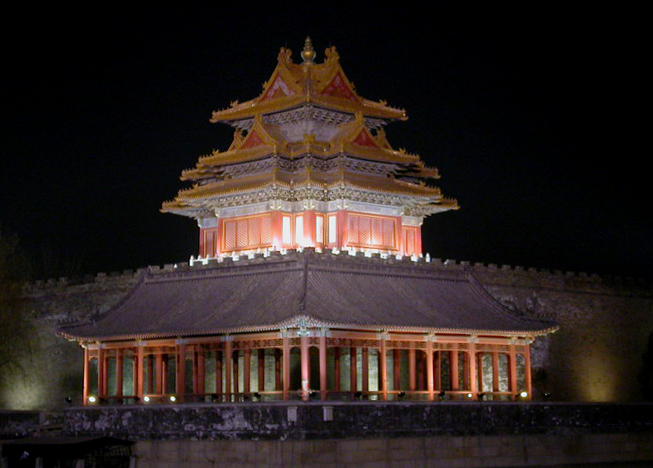
Torre nord-est de la Ciutat prohibida

La vida de Pu Yi, darrer emperador de la Xina, i després de Manxukuo. El període comprèn de 1908 a 1967 (any de la seva mort).
Per ordre de Cixi, el 1908 la moribunda i viuda emperadriu de la Xina és separada de Pu Yi, el seu fill de tres anys que serà destinat a esdevenir el nou emperador. Això no obstant, tres anys després del seu accés al tron, la república és proclamada. Malgrat que Pu Yi és autoritzat a conservar el seu títol d'emperador, el seu càrrec roman només simbòlic i formal, i el jove sobirà és condemnat a romandre a la Ciutat prohibida, on creixerà envoltat dels seus cortesans, aïllat del món exterior.
Els japonesos el reconeixeran com a emperador del Manxukuo i, durant el règim maoista, el destronat sobirà serà reeducat segons els nous valors de la societat comunista. Després de 10 anys d'internament serà finalment posat en llibertat i passarà a exercir de jardiner a la ciutat de Pequín fins a la seva mort.

## Repartiment
- John Lone: Pu Yi
- Joan Chen: Wang Jung
- Peter O'Toole: Reginald Johnston
- Ying Ruocheng: el governador
- Victor Wong: Chen Pao Shen
- Dennis Dun: Big Li
- Ryuichi Sakamoto: Amakasu

## Premis i nominacions

### Premis
- Aquesta pel·lícula va aconseguir 9 Oscars el 1988:
  - Oscar a la millor pel·lícula
  - Oscar al millor director per Bernardo Bertolucci
  - Oscar al millor guió adaptat
  - Oscar a la millor banda sonora
  - Oscar a la millor direcció artística
  - Oscar a la millor fotografia per Vittorio Storaro
  - Oscar al millor vestuari
  - Oscar al millor muntatge per Gabriela Cristiani
  - Oscar al millor so
- César a la millor pel·lícula estrangera.
- Premi Sant Jordi de Cinematografia 1988 Millor Pel·lícula Estrangera

### Nominacions
- Globus d'Or a la millor pel·lícula dramàtica
- Globus d'Or al millor director per Bernardo Bertolucci
- Globus d'Or a la millor banda sonora original per Cong Su, Ryuichi Sakamoto, David Byrne
- Globus d'Or al millor guió per Bernardo Bertolucci, Mark Peploe, Enzo Ungari,
- Globus d'Or al millor actor dramàtic per John Lone
- BAFTA a la millor pel·lícula 1988